# Одеський дворик

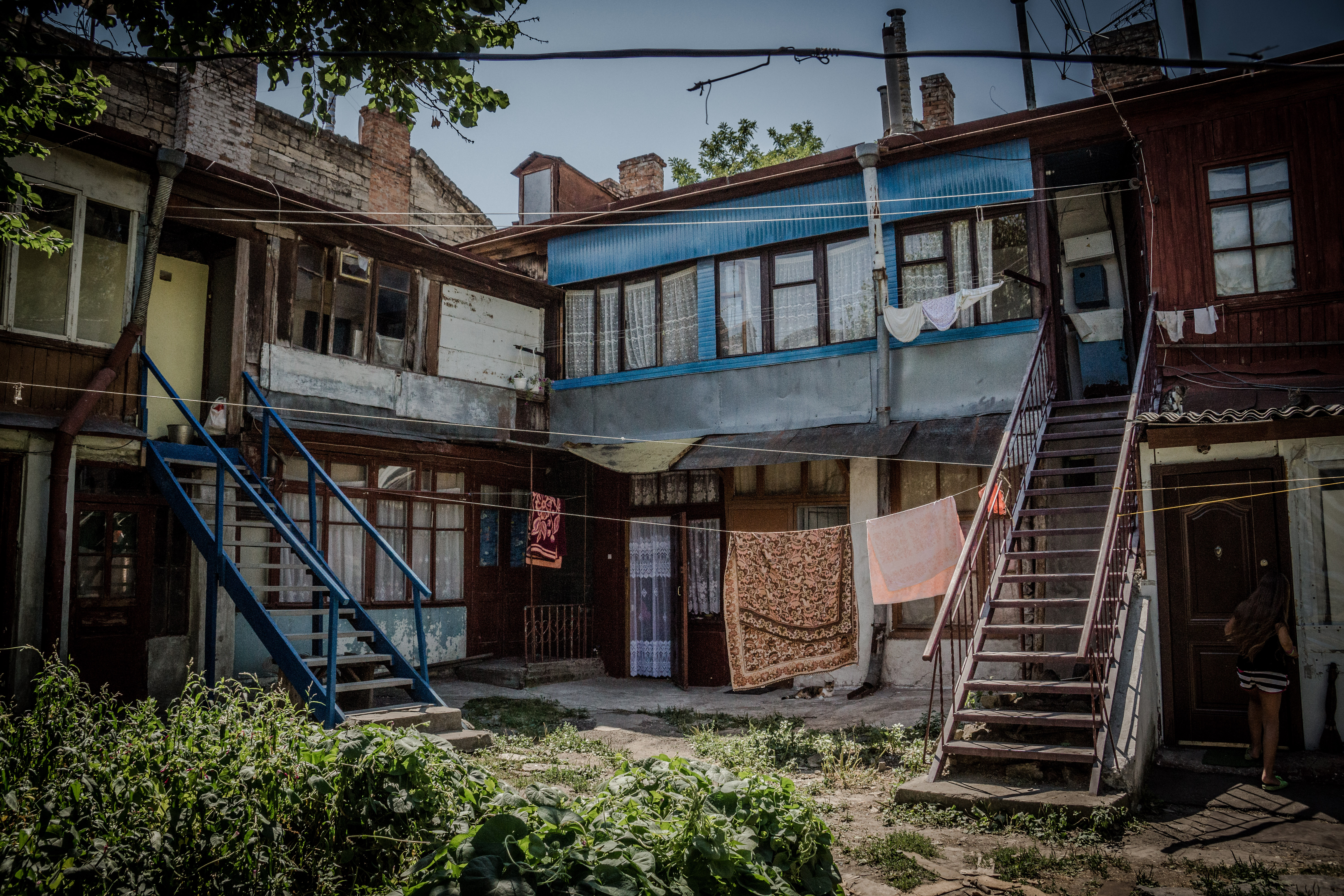
Одеський дворик на вул. Ушинського

Одеський дворик – історична, архітектурна та культурна пам'ятка Одеси, невід'ємна частина образу міста та «одеського міфу» . Одеські дворики та їх колоритних мешканців оспівували такі письменники та поети, як Ісаак Бабель, Валентин Катаєв, Юрій Олеша, Костянтин Паустовський.

## Особливості

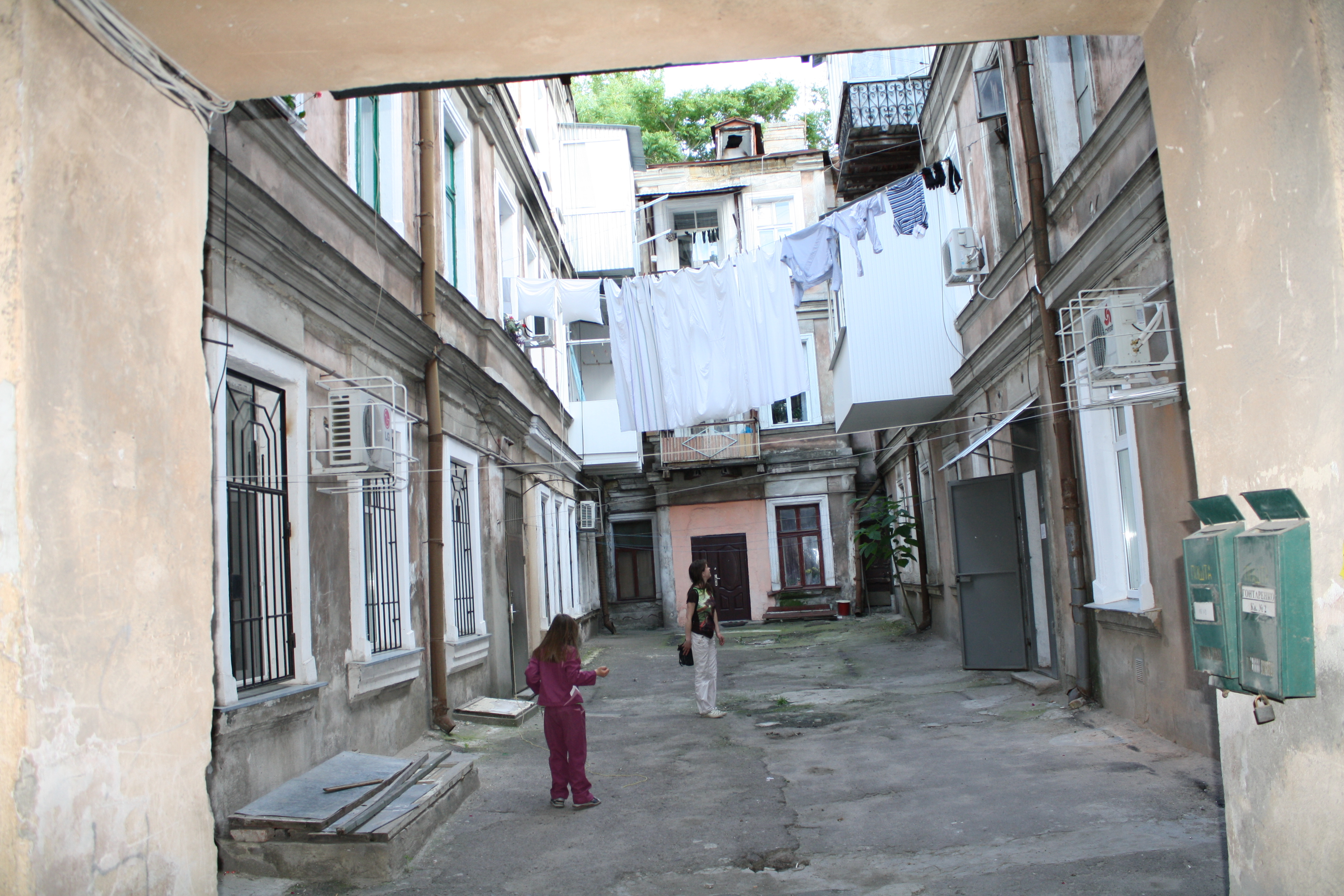

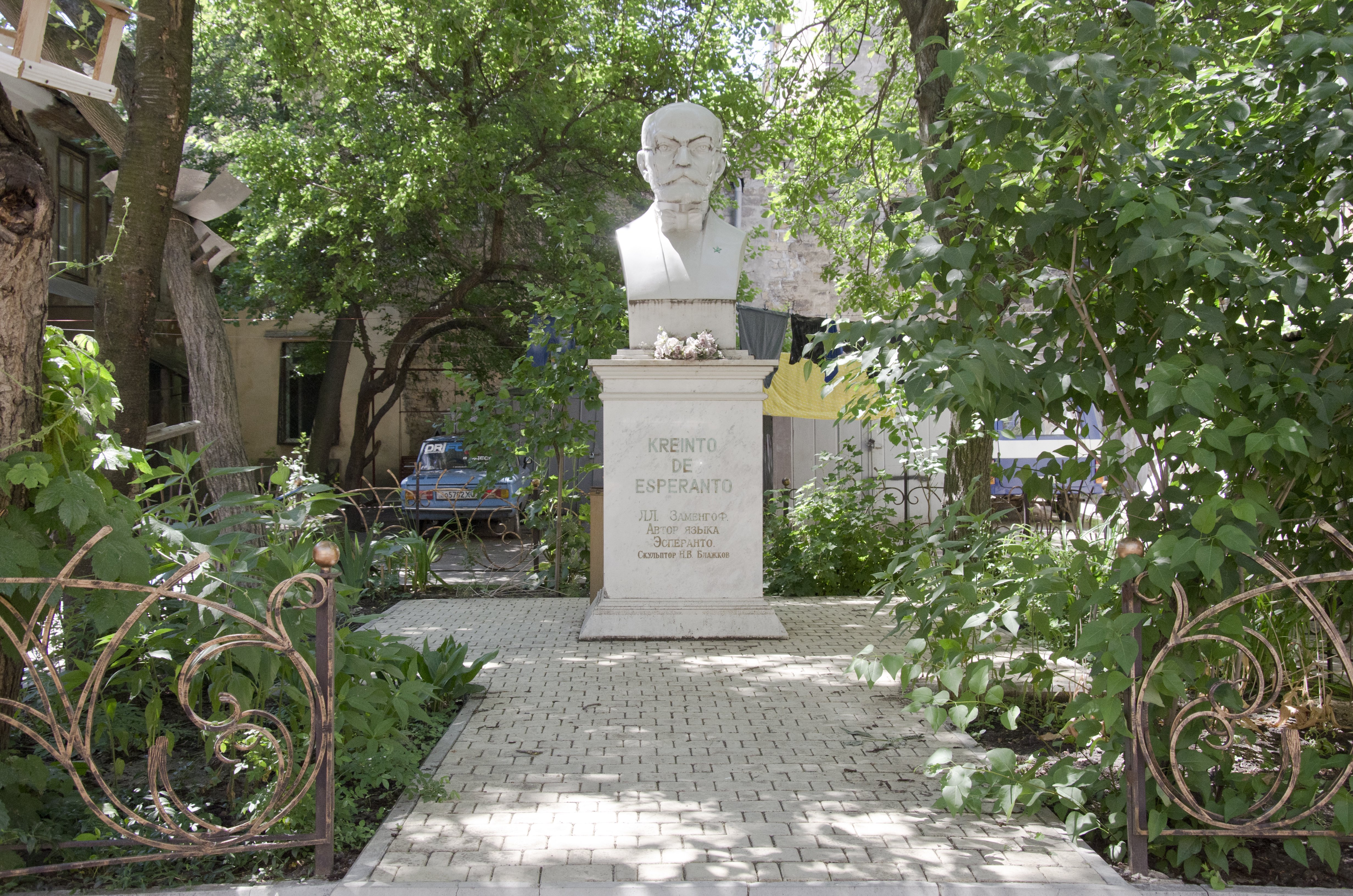
Пам’ятник Людвику Заменгофу в одеському дворику на вулиці Дерібасівській

Архітектурно одеські дворики народились із типової для південних країн забудови: будинки з невеликими внутрішніми двориками.
Традиційний для Одеси тип житла сформувався у ХІХ столітті і мав тричастинну структурну систему: житловий осередок – будинок – двір. Тричастинна система будинку – характерна архітектурно-мистецька особливість одеського житла. Така система забезпечувала максимальне використання прибудинкового простору для відпочинку, господарсько-побутових потреб, садівництва, дозволяла здійснювати плавний перехід від довкілля до внутрішнього простору приміщень, покращувала мікроклімат житла. Замкнені двори відкидали візити випадкових пішоходів. Двір служив центром суспільного життя будинку, мешканці якого складали своєрідний мікросоціум.
Одна із функцій внутрішнього дворика – терморегуляція. Літні відкриті приміщення та затінений внутрішній двір оберігали житло від перегріву. Дворовий простір накопичував вночі денне тепло, а вранці нічну прохолоду. Такий прийом широко застосовувався ще в античних поселеннях Північного Причорномор'я. У двориках Одеси вбачаються традиції архітектури балканських країн, Криму, Південної Європи.
Дворики розташовані в історичній частині міста, на Молдованці та в іншіх старих районах міста.
Одеський дворик має закриту територію, як правило, з одним входом у двір через арку (ворота). Утворений одно-двоповерховими будинками в більш бідних районах, і трьох-чотириповерховими особняками та прибутковими будинками у більш фешенебельних центральних районах міста.
Атрибутами двориків є жовті стіни з брил ракушняка, чорна італійська лавова плитка, металеві сходи, мотузки для білизни, ковані ґрати та балкони, коти, виноград, залишки колодязів, палісадники, діти та літні мешканці.
Одеські дворики – це поєднання будинків та їх мешканців, у результаті чого народжується особлива атмосфера. Старі одеські дворики та їхні мешканці створили образ Одеси, якій присвячено безліч пісень, віршів та анекдотів. Невелика закрита територія з відносно невеликою кількістю мешканців сприяла налагодженню тісних зв'язків, побутової та соціально-психологічної взаємодії. Наприклад, саме у одеських двориках здавна влаштовувалися нетипові для міського життя дворові застілля.
На формування атмосфери та образу одеських двориків наклав відбиток та різноманітний національний склад мешканців.

## Туристичні маршрути

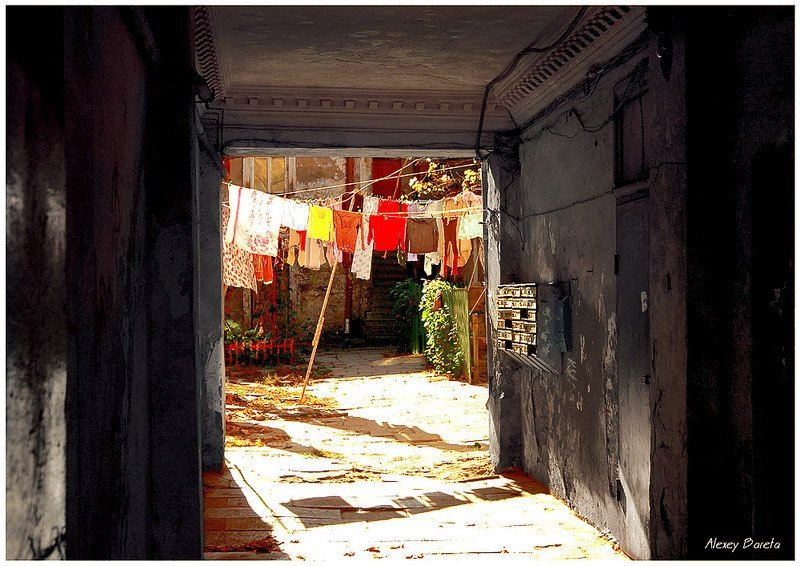

Одеські дворики вважаються однією з головних пам'яток міста. Їм присвячено чимало туристичних маршрутів, які дають змогу дізнатися історію Одеси та її старих двориків, а також їх відомих жителів. Їм присвячують громадські лекції, по ним пишуть путівники.

## У кінематографі
Кінематографістів одеські дворики приваблювали як цікаву локацію: унікальну архітектуру, цікавих мешканців з особливим одеським гумором. Одеські дворики послужили натурою в таких фільмах, як «Зелений фургон», «Ліквідація», «Біндюжник і Король», «Золоте теля» та багато інших.

## Стан
Зношеність, хаотичний ремонт та нова забудова міста ставлять під загрозу існування одеських двориків, на що неодноразово звертали увагу.

## Відомі дворики
- Дерибасівська, 3. У внутрішньому дворику розташований пам'ятник Людвіку-Лазарю Заменгофу, винахіднику мови есперанто.
- Утьосова, 11. У цьому дворі народився і виріс Лейзер Осипович Вайсбейн, він же — Леонід Утьосов. У 2015 році у дворі було відкрито музей-квартиру Леоніда Утьосова[10].
- Пастера, 46. На подвір'ї будинку № 46 відкрили пам'ятник відомому художнику К. К. Костанді[11].
- Колонтаївська 21. У цьому дворі знімали серіал «Ліквідація» [12].

## Галерея

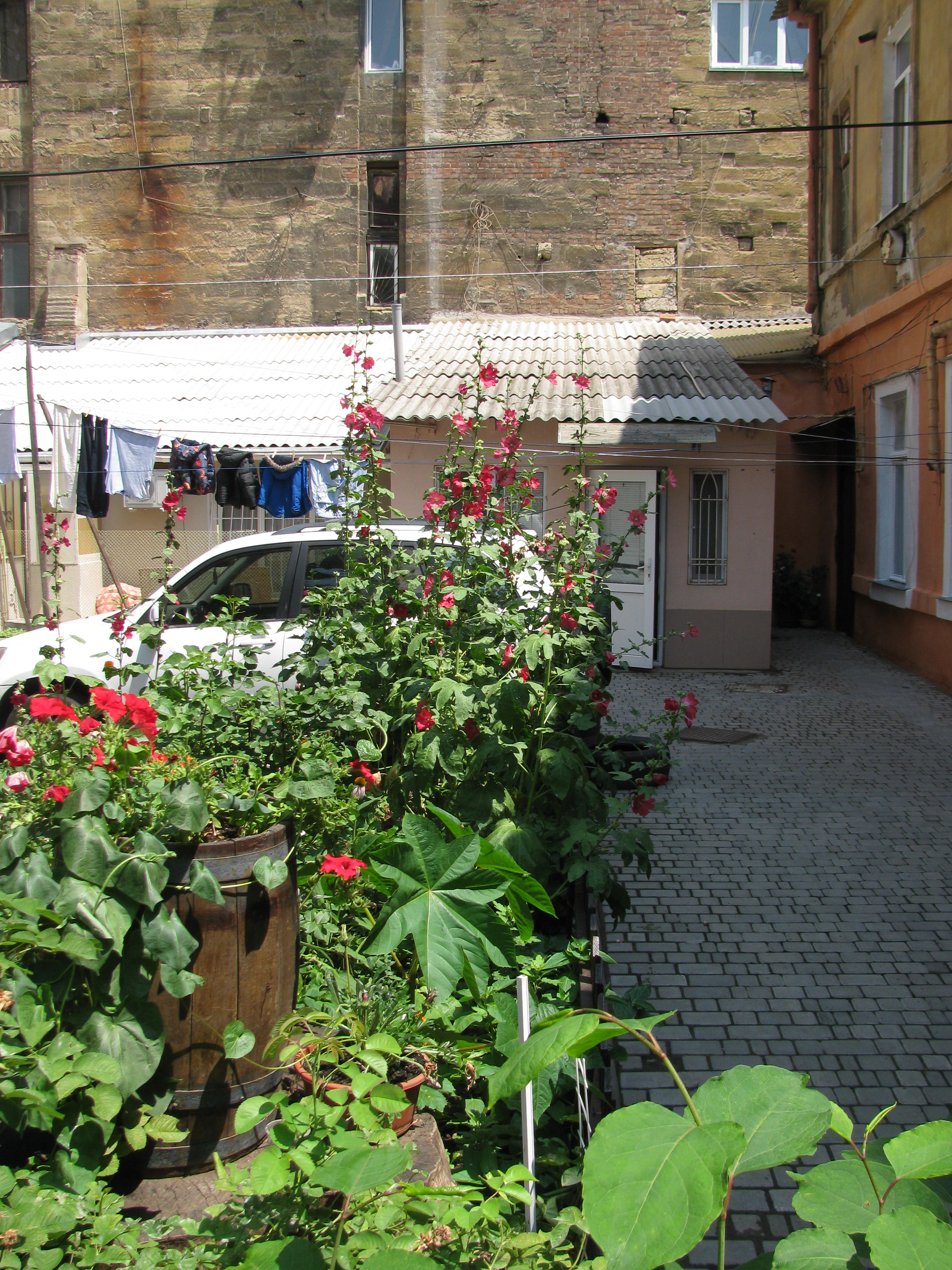
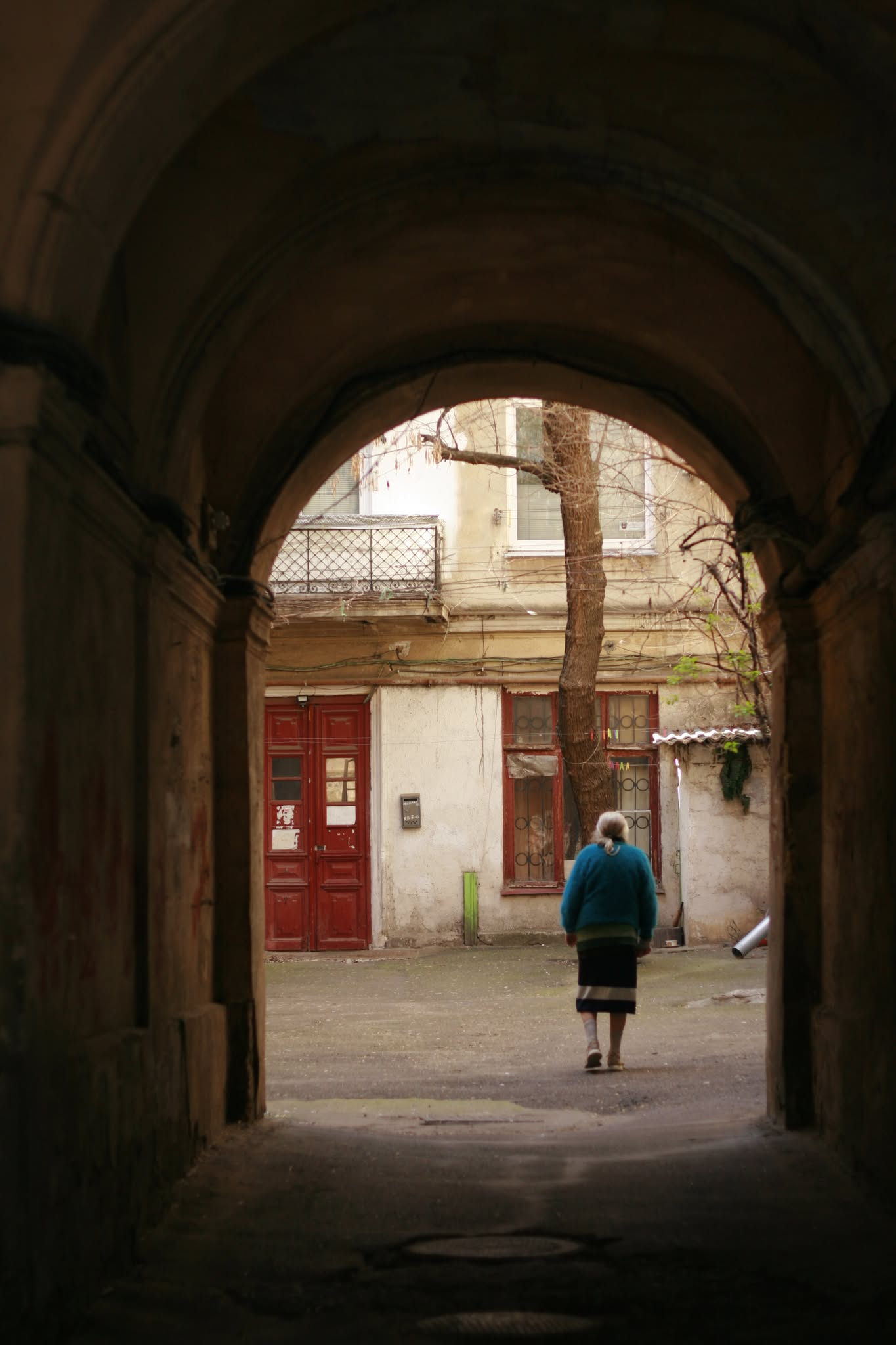
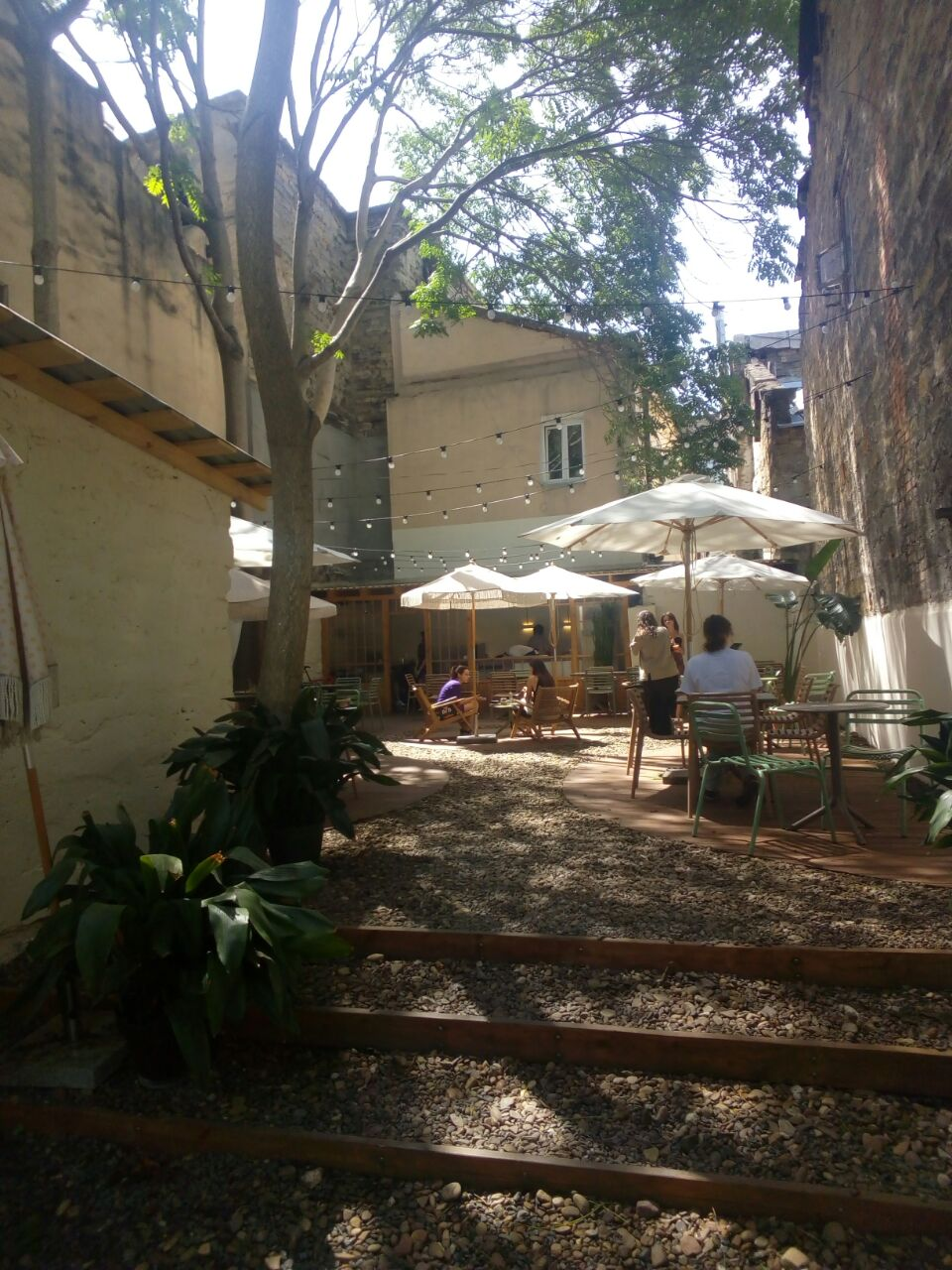
Кафе у одеському дворику на вулиці Єврейській
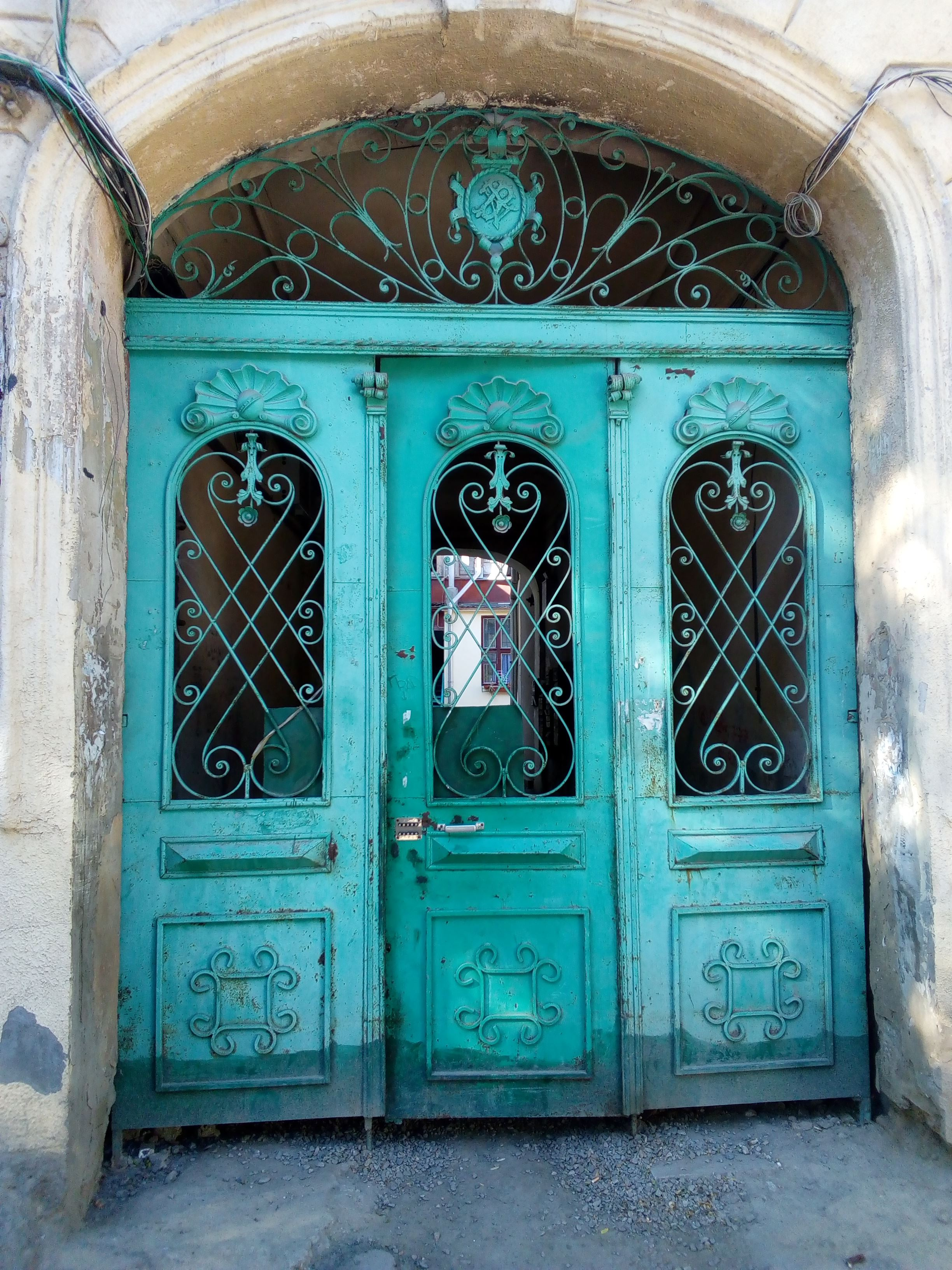
Вхід в одеський дворик: ворота на Молдаванці
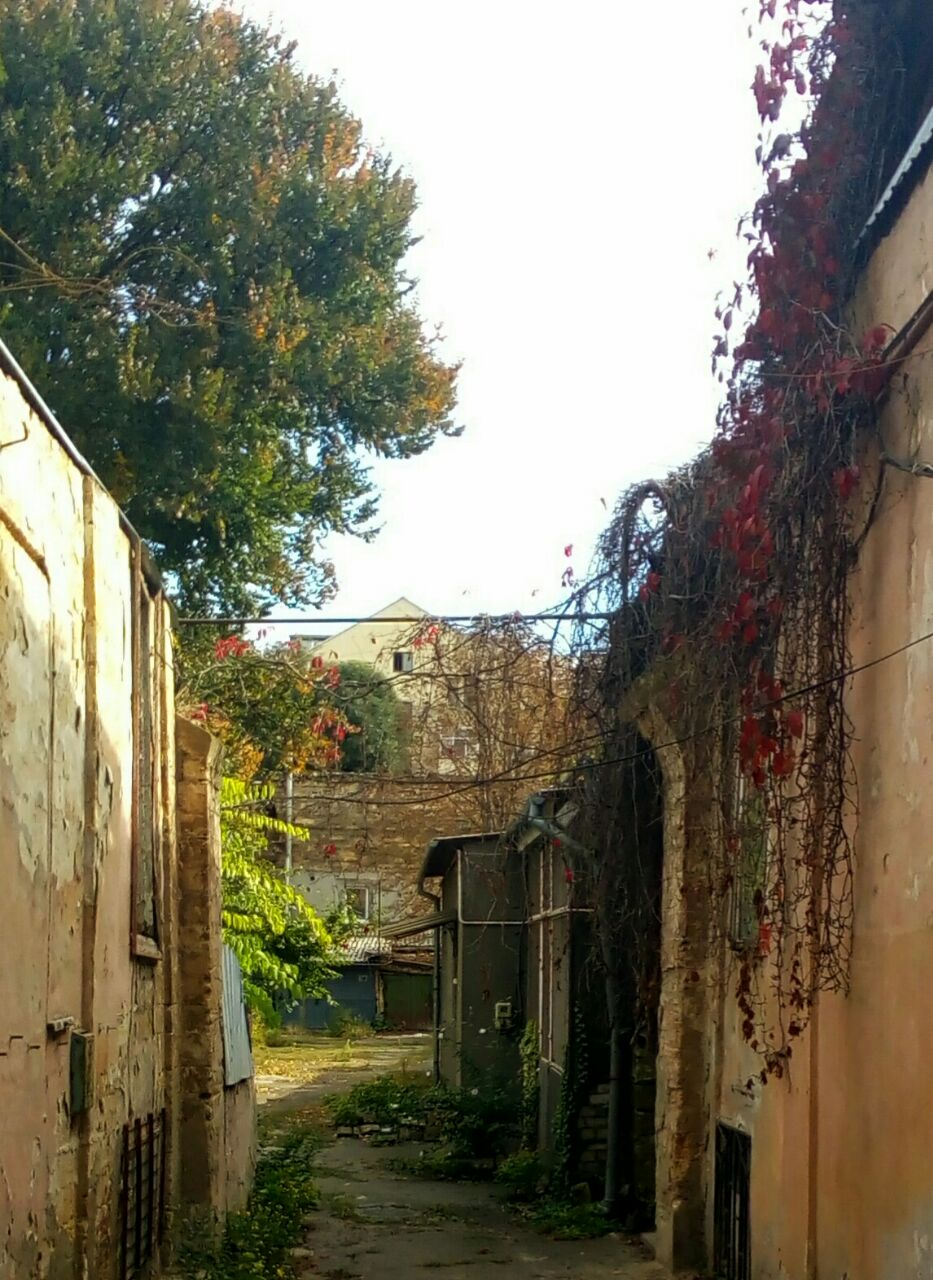
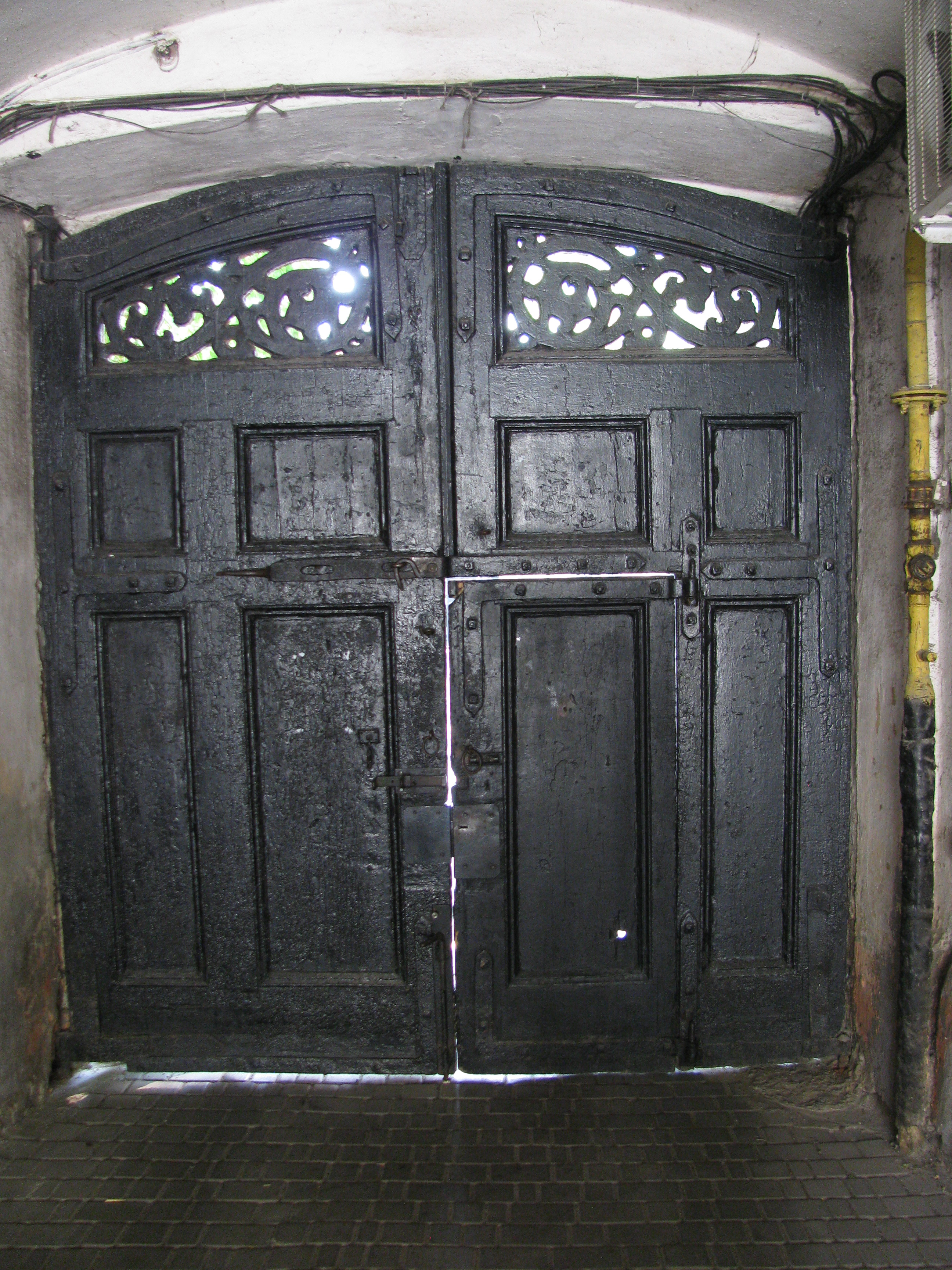
Ворота у двір
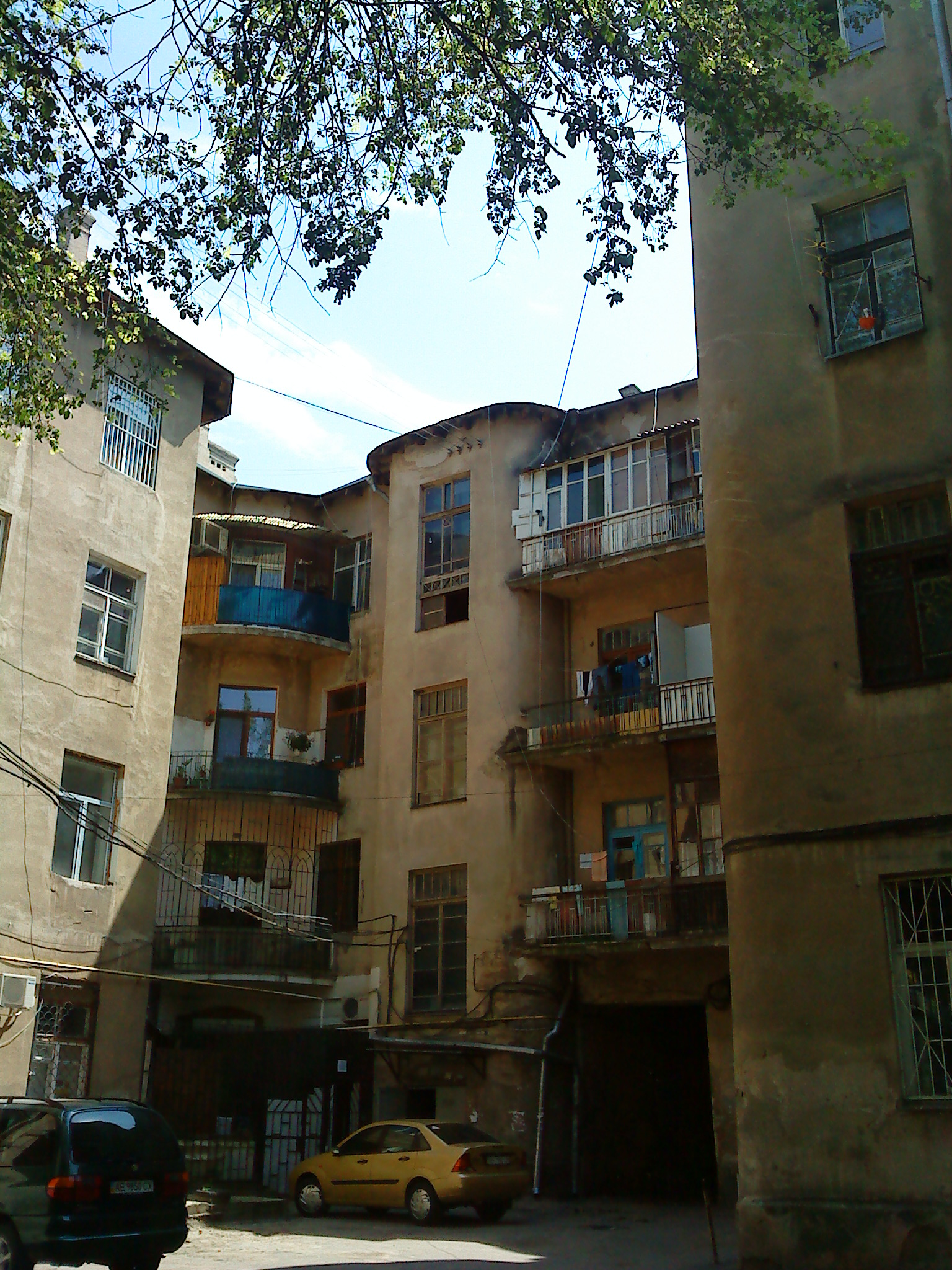
Двір на вул.Пироговській-5